# Посёлок отделения № 4 совхоза «Пашковский»
Посёлок отделения № 4 совхоза «Пашковский» — сельский населённый пункт (посёлок) в Карасунском внутригородском округе города Краснодара. Входит в состав Пашковского сельского округа.

## География
Посёлок отделения № 4 совхоза «Пашковский» находится в восточной части городского округа города Краснодара, на восточной окраине городской черты Краснодара, между микрорайоном (бывшим пгт) Пашковский к западу, аэропортом Краснодар (Пашковский) к северо-востоку, хутором Ленина к востоку.

## История
Посёлок зарегистрирован 15 ноября 1977 года в подчинении Краснодарскому горсовету, в частности, Советскому району г. Краснодара.

## Население
| 2002 | 2010 |
| ---- | ---- |
| 191  | ↗410 |

В 2002 году в национальной структуре населения русские составляли 88 %.